# Präsidentschaftswahl in Burkina Faso 2015

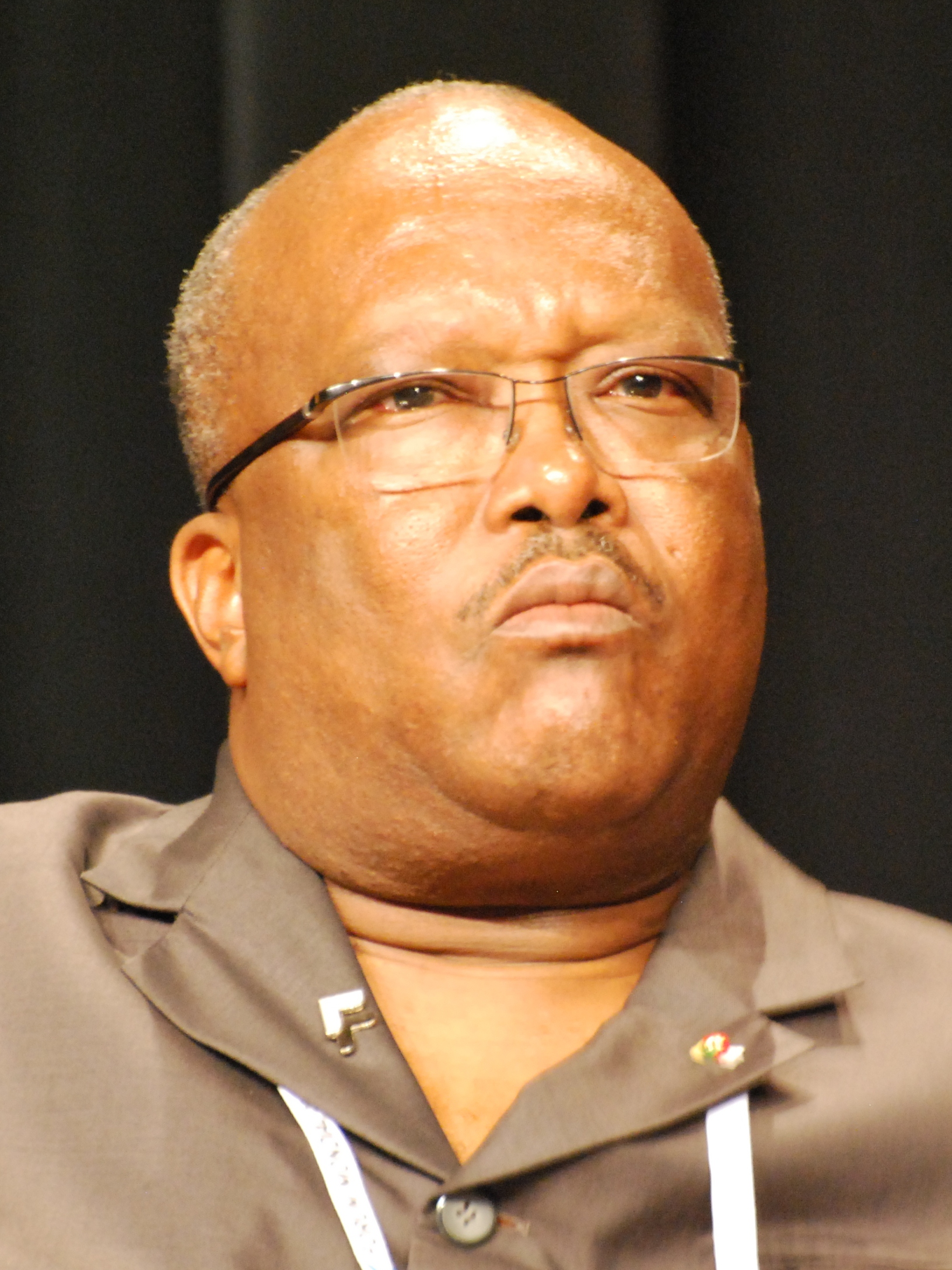
Roch Marc Kaboré (2012)

Am 29. November 2015 fanden im westafrikanischen Staat Burkina Faso Präsidentschaftswahlen statt. Am gleichen Tag waren die Bürger des Landes aufgerufen, ein neues Parlament zu wählen. Die Wahl galt als erste seit mehreren Jahrzehnten, bei der der Ausgang völlig offen war. Bereits im ersten Wahlgang erhielt Roch Marc Kaboré mit knapp 53,5 % die absolute Mehrheit.

## Vorgeschichte
Gut ein Jahr vor der Wahl, im Oktober 2014, hatte der 1987 durch einen Putsch an die Macht gekommene, später insgesamt viermal gewählte Präsident Blaise Compaoré angestrebt, durch eine Verfassungsänderung 2015 ein fünftes Mal kandidieren zu können. Groß angelegte Proteste führten zu einer Intervention des Militärs, welches das Parlament auflösen ließ, die Regierung absetzte und Compaoré zum Rücktritt zwang. Die nachfolgende Regelung unter Michel Kafando als Übergangspräsident und Isaac Zida als Übergangspremier war von vornherein auf einen Zeitraum von einem Jahr angelegt. Anschließend sollten Neuwahlen stattfinden, die eine Rückkehr zur demokratischen Ordnung ermöglichen sollten. Als Termin war der 11. Oktober 2015 vorgesehen. Mitte September 2015 erhob sich die Präsidentengarde, deren Auflösung vorgesehen war, und setzte die Staatsführung ab. Der Putsch scheiterte nach einer Woche, in der Folge wurde der Wahltermin schließlich auf den 29. November verschoben.

## Kandidaten
Insgesamt 14 Bewerber standen zur Wahl, unter ihnen zwei Frauen. Als aussichtsreiche Bewerber galten im Vorfeld Roch Marc Kaboré, Zéphirin Diabré sowie Bénéwendé Stanislas Sankara. Vertreter der Übergangsregierung waren als Kandidaten ebenso wenig zugelassen wie Übergangspräsident Kafando.

## Ergebnisse
| Kandidaten                           | Partei                                                 | Stimmen   | %     |
| ------------------------------------ | ------------------------------------------------------ | --------- | ----- |
| Roch Marc Kaboré                     | Mouvement du peuple pour le progrès (MPP)              | 1.668.169 | 53,49 |
| Zéphirin Diabré                      | Union pour le Progrès et le Changement (UPC)           | 924.811   | 29,65 |
| Barry Tahirou                        | Parti de la Renaissance Nationale (PAREN)              | 96.547    | 3,09  |
| Bénéwendé Stanislas Sankara          | Union pour la Renaissance/Parti Sankariste (UNIR/PS)   | 86.459    | 2,77  |
| Ablassé Ouedraogo                    | Le Faso Autrement (FA)                                 | 60.134    | 1,93  |
| Saran Sérémé                         | Parti pour le développement et le changement (PDC)     | 53.900    | 1,73  |
| Victorien Barnabé Wendkouni Tougouma | Mouvement Africain des Peuples (MAP)                   | 50.893    | 1,63  |
| Jean-Baptiste Natama                 | Unabhängig                                             | 42.497    | 1,36  |
| Isaaka Zampaligré                    | Unabhängig                                             | 38.064    | 1,22  |
| Adama Kanazoé                        | Unabhängig                                             | 37.766    | 1,21  |
| Ram Ouédraogo                        | Rassemblement des Écologistes du Burkina Faso (RDE-BF) | 21.161    | 0,68  |
| Maurice Denis Salvador Yameogo       | Rassemblement des Démocrates pour le Faso (RDF)        | 15.266    | 0,49  |
| Boukaré Ouédraogo                    | Unabhängig                                             | 15.007    | 0,48  |
| Françoise Toé                        | Unabhängig                                             | 8.111     | 0,26  |

Von den gut 5,5 Millionen Wahlberechtigten nahmen rund 3,3 Millionen ihr Wahlrecht wahr, die Wahlbeteiligung lag somit bei etwa 60 %.